# كازان أرينا
ملعب كازان ارينا (بالإنجليزية: Kazan Arena)‏ هو ملعب كرة قدم يقع في قازان، تتارستان، روسيا، يتسع لـ 45,105 متفرج. يعد أحد الملاعب التي استضافت كأس العالم لكرة القدم 2018.

## التاريخ
تم وضع حجر الأساس للملعب في 2010. افتتح الملعب في 2013.

## أهم الأحداث التي سيستضيفها
- كأس القارات 2017
- كأس العالم لكرة القدم 2018